# 蝦名和紀
蝦名 和紀（えびな かずき、1990年5月30日 - ）は、日本の男性プロレスラー。宮城県仙台市出身。

## 経歴
早稲田大学卒業後、2017年7月2日に全日本プロレスへ入団。
2018年4月7日、地元である仙台大会で青木篤志とのシングル戦でデビュー。6分11秒、逆エビ固めで敗北。
同年5月1日、全日本プロレスを退団。蝦名が今後、全日本プロレスにて活動していくことが難しいと団体側が判断したことが理由である。